# Dailymotion
Dailymotion（デイリーモーション）は、Canal+傘下のDAILYMOTION SAが運営する、フランスの動画共有サービス。

## 歴史

2005年から2015年まで使用されたロゴ

2005年3月15日、ホスティング会社Iguane Solutions創業者のバンジャマン・ベジュボムとiNetica創業者のオリヴィエ・ポワトレが、個人が撮影した動画のネット上での共有の為にパリでDailymotionを開始。同年の6月には、DAILYMOTION SAを設立。 
2006年9月、投資ファンドAtlas VentureとPartech Internationalから700万ユーロの資金調達を行う。
2006年12月、Dailymotionが日本語に対応。
2007年1月、DAILYMOTION INCを設立。Dailymotionが英語（アメリカ）に対応。
2008年8月、DAILYMOTION LIMITEDを設立。
2009年10月、フランス政府保有の戦略的投資基金から1700万ユーロの資金調達を行う。
2009年12月、DailymotionのiPhoneアプリを公開。
2010年3月、初のライブストリーミングを実施。
2010年10月、B2Bソリューションとしてビデオクラウド「Dailymotion Cloud」開始。
2011年1月25日、Orange S.A.がDailymotionの49％の株式を取得し株主となる。
2011年4月、マイクロソフトと提携して動画をナビゲートサービス「Dailymotion Stream」開始。
2013年5月、フランス政府がYahoo!によるDailymotionの過半数株式の取得をブロック。
2011年6月、ライブストリーミングサービスを提供開始。
2012年12月、ブログおよびサイト所有者に広告収入の分配するDailymotion Publisher Networkの提供開始。
2013年1月10日にOrange S.A.が残りの51％の株式を取得して、Orange S.A.の100％子会社となる。
2013年7月、ビデオ録画アプリ「Dailymotion Camera」を公開。
2013年10月、Dailymotion Japan株式会社と、Dailymotion Espana SLUを設立。
2013年12月、SublimeVideo Playerの開発を行うスイスの新興企業Jilionを買収。
2014年、Dailymotion Deutschland GmbHと、Dailymotion Asia Pacific Pte Ltdを設立。
2014年11月、アドエクスチェンジDailymotion Exchangeの提供を開始する。

2015年から2023年まで使用されたロゴ

2015年1月、ゲーム動画に特化したストリーミング配信サイトおよびモバイルアプリ「Dailymotion Games」を開始。
2015年4月、Vivendi SAがDailymotionの80％の株式を取得して、同社の子会社となる。
2016年12月、8700万件を超えるユーザーの個人情報が流出。
2018年8月、モバイルアップロードアプリ「Dailymotion Partner」を公開。
2024年9月、DailymotionをCanal+の傘下へ移動。
2025年5月、 AI 支援ビデオ作成および編集アプリである Mojoの開発をを行うArchery Inc. を買収

## 特徴
利用登録者数100万人以上、ユニーク数は750万以上というヨーロッパで最も人気が高い動画共有サイトである。日々、9000以上の新しい動画がアップロードされ、1日当たり約1600万以上のページビューがあるという。
Dailymotionは他の動画・写真投稿サイト同様、ユーザが画像につけるタグによって動画の検索ができる。登録したユーザーがアップロード可能な動画は、2GB以内で長さは60分まで、最大解像度は3840x2160（4KウルトラHD）である。アップロードした動画の総分数が24時間で120分を超える（容量・解像度は関係なし）と警告メッセージが表示され、アップロードが中断される。制限なしの動画をアップロードしたい場合は、モーションメーカー（MotionMaker）としての登録をする必要がある。
かつてアップロードされた動画は640x480の解像度のOn2 VP6に変換された。音声はMP3 96kbps（ステレオ）の転送効率にエンコードされた。
多言語展開を進めており、英語、フランス語、ドイツ語、スペイン語、ポルトガル語、イタリア語、デンマーク語、スウェーデン語、ルーマニア語、トルコ語、日本語、韓国語、中国語のサービスが公開されている。2006年（平成18年）に日本語版が本格的に開始したが、2017年8月現在、利用規約は未だ英語のままである。
2008年2月18日から、HD動画・新プレイヤーの提供を開始した。2009年にHTML5プレイヤーをテストを行い2010年に提供を開始。2016年4月に360度動画に対応した。
かつてはログインユーザーは動画コメント欄にコメントを投稿することができたが、2018年頃に動画コメント欄が廃止された。
2021年頃から動画再生数が動画視聴ページで表示されなくなった。

## 議論
他の動画共有サイトと同じくDailymotionもまた著作権侵害が問題となっている。著作権者側の違法動画削除要求に対し、DailymotionはAudible Magicが開発した違法動画自動削除・隔離ソフトの開発版を運用し始め、これにより今後投稿される動画のフィンガープリント（ハッシュ値）が著作権者側の提供したものと合致した場合、動画は隔離・削除される。古い動画にも徐々にこの適用が進む予定になっている。
また、政治風刺・政府批判の内容を含む動画がアラブ圏などから上げられており、チュニジア政府が国内からの接続を制限するなどの事態も起こっている。
かつてはアダルト動画のアップロードが野放しになっていたが、2012年頃には既に性行為などのアダルト動画を取り締まるようになっていた。
一般社団法人コンテンツ海外流通促進機構（CODA）は2013年8月よりDailymotionとFC2傘下の動画サイト（FC2動画、Say-Move、ひまわり動画）の違法動画を海賊版動画照合システムで検知し権利者への情報提供を行っている。

## 関連事件
- 2014年10月6日に福島県警がテレビ番組をアップロードした違法投稿者を逮捕[39][40]。
- 2016年7月28日、Dailymotionにアニメ「暗殺教室」等をアップロードした違法投稿者を逮捕[41]。
- （スタジオカナルを含む）Canal+の傘下時代（2024年12月以降）においては、Dailymotionに動画をアップロードした違法投稿者はいなかった。